# M59-UCD3
M59-UCD3 — ультракомпактна карликова галактика, що розташована у скупченні галактик у сузір'ї Діви на відстані 60 млн св. років від Землі. Супутник галактики M59, однієї з найбільших еліптичних галактик скупчення Діви. Відкрита у 2015 році студентами університету Сан-Хосе. M59-UCD3 є однією з найщільніших відомих галактик, вважається другою найщільнішою після M85-HCC1 і передує M60-UCD1. Попри те, що M59-UCD3 у 200 разів менша ніж Чумацький Шлях, її зоряна щільність у 10 000 разів більша в порівнянні з тією ділянкою нашої галактики, на якій перебуває Сонце.
Походження ультракомпактних карликових галактик досі залишається нез'ясованим. Вважається, що вони втратили значну частину маси внаслідок взаємодії з великими галактиками, в результаті чого залишаються тільки дуже щільні центральні ядра, в яких є надмасивна чорна діра. Виявлення великої кількості важких елементів, таких як залізо, підтверджує гіпотезу, що спочатку ультракомпактні карликові галактики були набагато більшими.
У 2018 році в центрі UCD3 виявлено надмасивну чорну діру масою 3,3 млн сонячних, або 4 % маси всієї галактики (для порівняння, чорна діра в центрі нашої Галактики має майже ту ж масу — 4-5 млн сонячних, при цьому маса галактики в 100 разів більша). Це підтверджує гіпотезу, що ультракомпактні карликові галактики — це залишки звичайних карликових галактик, зовнішня оболонка яких була втрачена у приливній взаємодії з масивнішою галактикою.